# Escultura moderna

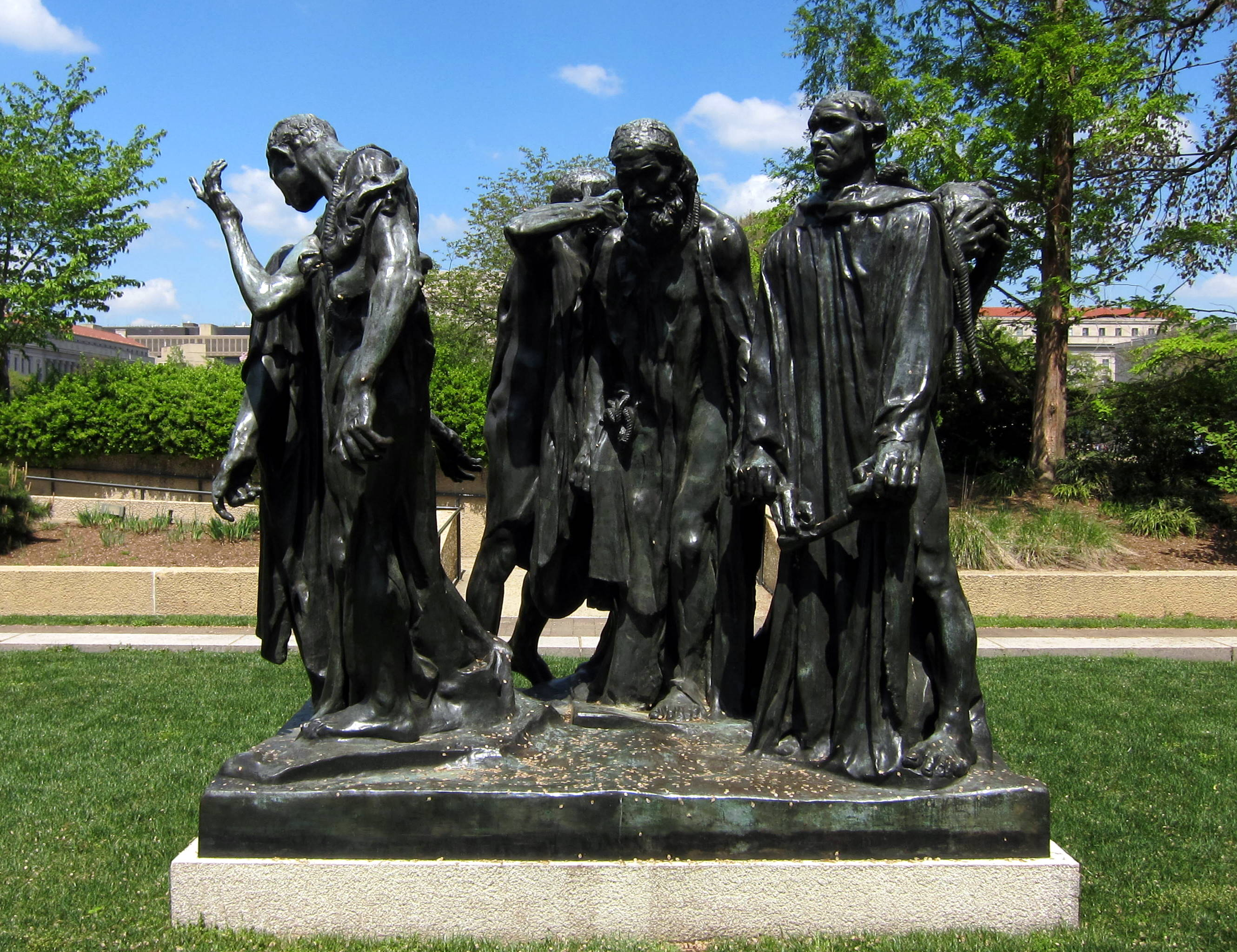
Los burgueses de Calais, una escultura de 1889 de Auguste Rodin, ubicada en el Jardín de Esculturas del Museo Hirshhorn, en el National Mall en Washington D. C.

Escultura moderna es un término de gran ambigüedad, que es utilizado por la bibliografía para referirse a muy distintos conceptos dentro de la historiografía del arte. Su utilización dentro de cada una de las fuentes coincide o no con el sentido que se da a los términos "arte moderno", "pintura moderna" y "arquitectura moderna", igualmente ambiguos; así como al concepto de modernidad.
Utilizado con un criterio cronológico, podría referirse a la escultura de la Edad Moderna (siglos XV al XVIII); pero no es eso lo habitual.
Utilizado con un criterio si claro para de estético, se refiere a la escultura que rompe con los convencionalismos estéticos del academicismo y desarrolla las nuevas posibilidades expresivas que llegan a su punto culminante con las denominadas vanguardias artísticas. De esta manera, su ubicación cronológica sería el siglo XX; aunque también incluye las obras y autores del siglo XIX que se caractericen por su modernidad estética (por ejemplo, Auguste Rodin). Por el contrario, excluye a las obras y autores del siglo XX que se caractericen por su academicismo o conservadurismo estético; y que de hecho, son la mayor parte de las obras y autores de la primera mitad del siglo. En la segunda mitad del siglo XX se terminaron imponiendo las distintas modalidades de expresión vanguardista como canon estético y del mercado del arte, con notables excepciones (por ejemplo, gran parte de la escultura del franquismo y de los países del bloque del Este, donde se anquilosó el denominado realismo socialista).
Para mayor confusión, también es muy extendido el uso del término escultura contemporánea, con el que a veces se opone y a veces se identifica.